# Deutsch-kroatische Beziehungen
Deutschland und Kroatien unterhalten seit dem 15. Januar 1992 diplomatische Beziehungen. Beide Staaten sind Mitglieder der Organisation für Sicherheit und Zusammenarbeit in Europa (OSZE), des Europarates, der Europäischen Union und der NATO.
Deutschland verfügt über eine Botschaft in Zagreb und einen Honorarkonsul in Split.
Kroatien unterhält eine Botschaft in Berlin und fünf Generalkonsulate in Düsseldorf, Frankfurt am Main, Hamburg, München und Stuttgart.

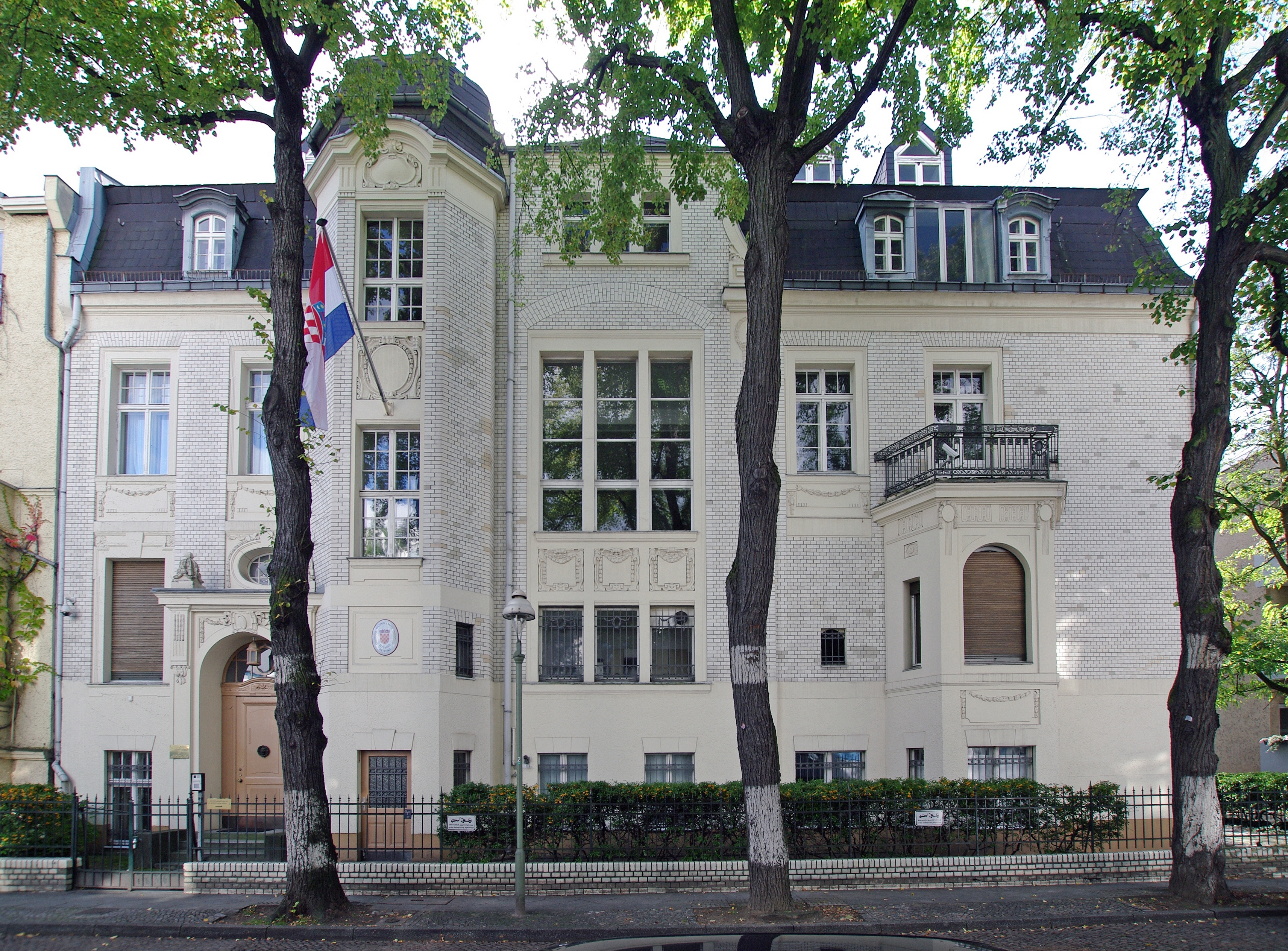
Kroatische Botschaft in Berlin

Laut den Angaben des Bundesamtes für Migration und Flüchtlinge lebten 2018 in Deutschland 375.932 Personen kroatischer Staatsangehörigkeit in Deutschland, welche damit die sechstgrößte Ausländergruppe darstellen.
Bei der kroatischen Volkszählung von 2001 erklärten sich 2902 Personen als ethnische Deutsche. Die Minderheit „Deutsche und Österreicher“ wird in Kroatien offiziell anerkannt.
Die Kroatenseelsorge ist ein kirchliches Angebot für die katholischen Kroaten in Deutschland.

## Geschichte

### Mittelalter
Eine Episode aus der Frühzeit der Beziehungen zwischen Kroaten und Deutschen stellt die Aufnahme des durch die Franken verfolgten Gottschalk von Orbais durch den kroatischen Fürsten Trpimir I. im 9. Jahrhundert dar. Zu dieser Zeit kam es zu kriegerischen Auseinandersetzungen zwischen Franken und Kroaten. So schickte zum Beispiel im Jahr 838 der bayerische Herzog Ludwig der Deutsche (der spätere König des Ostfrankenreiches) seine Streitkräfte gegen den pannonischen Fürsten Ratimir aus und wurde zurückgeschlagen.

### Frühe Neuzeit
In der frühen Neuzeit erhielten die kroatischen Beziehungen zum deutschsprachigen Raum durch die Angliederung Kroatiens an Österreich (1527, siehe Charta von Cetingrad) eine neue Qualität – stellten doch die österreichischen Herrscher dieser Zeit auch den deutschen beziehungsweise Heilig-Römischen Kaiser.
Ab dem 17./18. Jahrhundert ließen sich infolge einer planmäßigen staatlichen Politik deutschsprachige Siedler, die sogenannten Donauschwaben, in dem durch Kriege entvölkerten Grenzgebiet zwischen Österreich und dem Osmanischen Reich nieder. Siedlungsschwerpunkte im späteren Kroatien waren dabei Ost-Slawonien mit Osijek (deutsch: Esseg) und (West-)Syrmien. In Osijek existierte ein Deutsches Theater Esseg.

### 19. Jahrhundert
Mit dem erwachenden Nationalismus der europäischen Völker im 19. Jahrhundert wurde das Zusammenleben auch von Deutschen und Kroaten schwieriger. Um noch einmal das Beispiel des Osijeker Theaters anzuführen: Auf Grund von nationalistischen Angriffen wurde der deutschsprachige Theaterbetrieb immer weiter reduziert, bis es 1911 nur noch Vorstellungen in kroatischer Sprache gab.

### Zwischenkriegszeit
Im Ersten Weltkrieg hatten die Kroaten als Bürger Österreich-Ungarns an deutscher Seite gekämpft. Mit dem Zerfall der Habsburgermonarchie am Ende des Krieges fanden sich die Kroaten und die Kroatiendeutschen im Königreich Jugoslawien wieder. Die Deutschen versuchten, sich mit dem neuen schwierigen Status der Minderheit zu arrangieren, indem sie zum Beispiel den Kulturbund und die Deutsche Partei Jugoslawiens gründeten – diese wurden aber im Laufe der Zeit wieder verboten.

### Zweiter Weltkrieg

Besatzungszonen der Achsenmächte in Jugoslawien, 1941–1943: durch den zentral gelegenen Unabhängigen Staat Kroatien verlief ein deutsch-italienische Demarkationslinie.

Noch während Deutschland mit seinen Verbündeten Italien, Ungarn und Bulgarien das Königreich Jugoslawien im Zuge des Balkanfeldzugs eroberte, erklärte die kroatische faschistische Ustascha-Bewegung am 10. April 1941 in Zagreb den Unabhängigen Staat Kroatien (kroatisch Nezavisna Država Hrvatska, „NDH“). Deutschland und Italien wurden gemeinsame Garantiemächte des neuen Staates, dessen Gebiet sowohl das heutige Kroatien als auch den Großteil des heutigen Bosniens und Herzegowinas umfasste. Durch den NDH-Staat wurde eine deutsch-italienische Demarkationslinie gezogen, sodass Wehrmacht und Italienische Armee gemeinsam mit den Ustascha-Milizen und der Kroatischen Heimwehr des neuen Staates für dessen Verteidigung zuständig waren.
Die deutschen Stellen nahmen umfangreich Einfluss auf die kroatische Innenpolitik und brachten den Ustascha-Führer Ante Pavelić etwa dazu, seinen Stellvertreter Slavko Kvaternik sowie dessen Sohn Eugen Dido Kvaternik aus der Regierung zu entlassen.

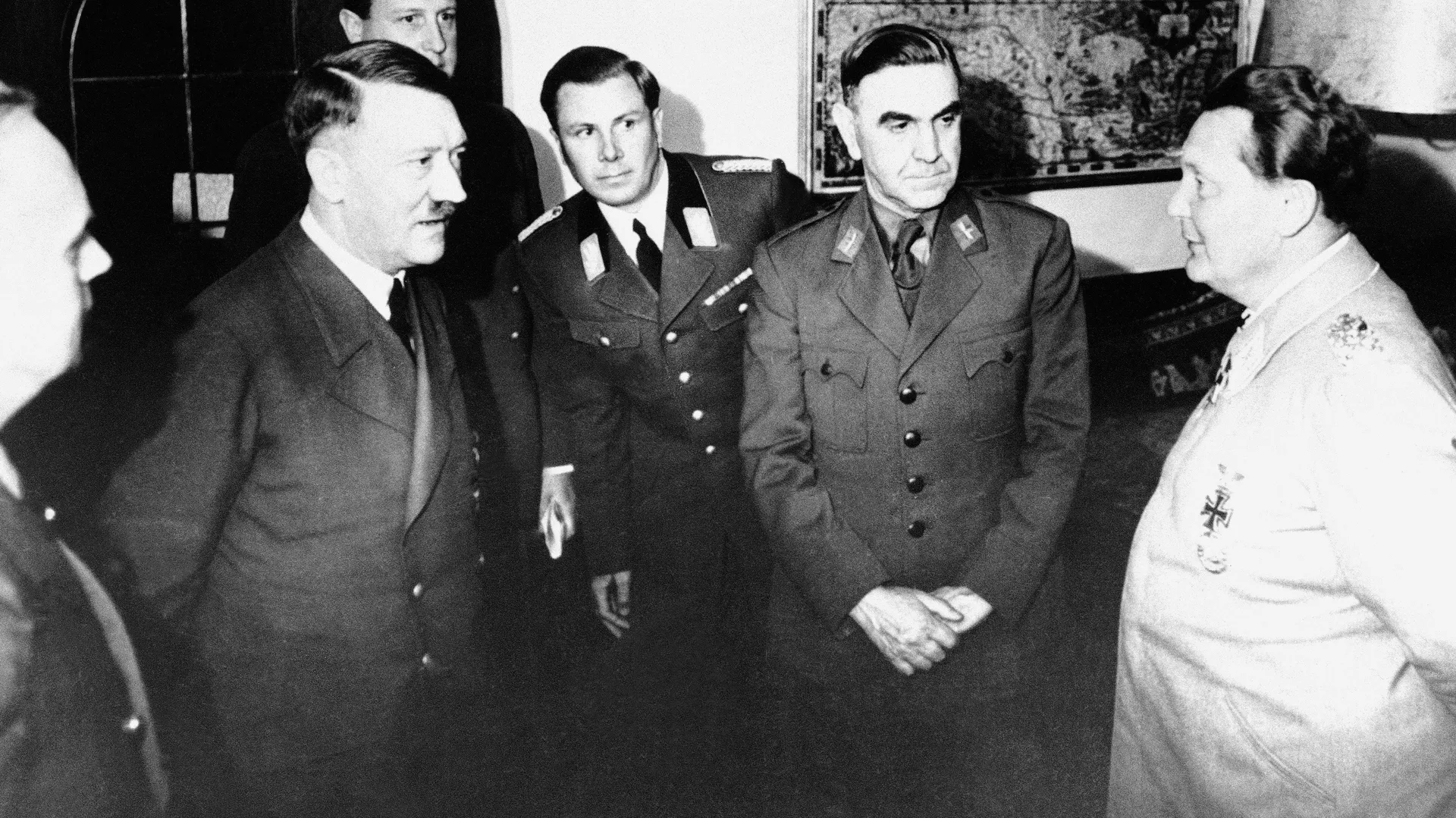
Adolf Hitler, Ante Pavelić und Hermann Göring am Berghof, 6. Juni 1941

Die Ustascha unterstützten mit viel Elan die deutschen Völkermorde (Holocaust, Porajmos) und trieben diese auf dem Gebiet ihres Staates voran. Darüber hinaus führten die Ustascha einen von den Deutschen nicht befohlenen separaten Völkermord an den Serben durch und betrieben dazu das einzige europäische Vernichtungslager ohne deutsche Beteiligung, das KZ Jasenovac. Die Mordpolitik und Brutalität der Ustascha war bei der deutschen NS-Führung beliebt; Adolf Hitler sprach am 12. Juni 1942 ein explizites Verbot an die Wehrmacht aus, die Ustascha bei ihren Massakern an der Zivilbevölkerung zu behindern, nachdem deutsche Militärpolizisten eine Kompanie der Schwarzen Legion der Ustascha nach Morden an serbischen Zivilisten verhaftet und entwaffnet hatten. Hitler traf sich mehrfach persönlich mit Ante Pavelić. Die brutale Gewaltherrschaft der Ustascha delegitimierte die NDH-Regierung und brachte der kommunistischen Volksbefreiungsarmee unter Josip Broz Tito großen Zulauf an Rekruten.
Zwischen 1941 und 1945 dienten Kroaten in eigenen Verbänden in der Wehrmacht, der Waffen-SS sowie der deutschen Polizei. Zunächst wurde dazu eine „Kroatische Legion“ in Form des verstärkten Infanterieregiments 369 aufgestellt, welches an der Ostfront eingesetzt und schließlich bei der Schlacht von Stalingrad vernichtet wurde. Danach folgten drei Divisionen der deutschen Wehrmacht, die 369. (kroatische) Infanterie-Division, die 373. (kroatische) Infanterie-Division und die 392. (kroatische) Infanterie-Division, die jeweils unmittelbar auf dem jugoslawischen Kriegsschauplatz eingesetzt wurden. Außerdem gab es eine Kroatische Luftwaffenlegion und eine Kroatische Marinelegion. Innerhalb der Waffen-SS spielten Kroaten eine Minderheitsrolle in der hauptsächlichen aus Bosniaken rekrutierten 13. Waffen-Gebirgs-Division der SS „Handschar“ (kroatische Nr. 1) sowie beim Versuch der Aufstellung der 23. Waffen-Gebirgs-Division der SS „Kama“ (kroatische Nr. 2).
Während des Krieges gab es Machtkämpfe zwischen der kroatischen Regierung, der deutschen Wehrmacht und der Waffen-SS um die Zuständigkeit für die etwa 27.000 wehrfähigen männlichen Kroatiendeutschen, die für alle drei Gruppen als Rekruten von Interesse waren. Etwa 5.000 von ihnen dienten in der Kroatischen Heimwehr des NDH-Staates. Der finale Plan der NS-Regierung für die Nachkriegszeit war es, die Kroatiendeutschen, gemeinsam mit dem Rest der Jugoslawiendeutschen, auszusiedeln und im Zuge des Generalplans Ost als Kolonisten neuen Lebensraums zu verwenden. Dieser Plan wurde durch die Kriegsniederlage der Achsenmächte hinfällig; stattdessen kamen die Pläne des von den Tito-Partisanen einberufenen Antifaschistischen Rats der Volksbefreiung Jugoslawiens (AVNOJ) zum Tragen, der in den AVNOJ-Beschlüssen vom November 1943 zunächst den Jugoslawiendeutschen die Teilnahme an den Wahlen der Nachkriegszeit verboten hatte, um dann nach Kriegsende am 11. Juni 1945 die Vertreibung der Jugoslawiendeutschen inklusive der Kroatiendeutschen zu beschließen. Insgesamt wurden mindestens 400.000 Jugoslawiendeutsche vertrieben.

### Kalter Krieg
Das wieder gegründete Jugoslawien wurde kommunistisch, es ging jedoch seinen eigenen Weg und wurde eine treibende Kraft in der Bewegung der Blockfreien Staaten, so dass es zu keiner so extremen „Eiszeit“ in den Beziehungen zur Bundesrepublik Deutschland kam, wie es bei der Bundesrepublik und den Ostblockstaaten der Fall war. Allerdings wurden auf Grund der Hallstein-Doktrin die deutschen Beziehungen zu Jugoslawien 1957 abgebrochen, da das Land diplomatische Beziehungen zur DDR aufgenommen hatte, was dem westdeutschen Alleinvertretungsanspruch widersprach. Mit den Jahren verlor die Hallstein-Doktrin ihre Bedeutung und 1968 wurden die diplomatischen Beziehungen wieder aufgenommen. Außerdem wurde in diesem Jahr ein Anwerbeabkommen zwischen der Bundesrepublik Deutschland und Jugoslawien geschlossen, im Zuge dessen auch viele Kroaten als Gastarbeiter nach Deutschland kamen. Mehrere deutsche Urlauber reisten bereits in den Jahrzehnten der Nachkriegszeit nach Jugoslawien, ein beliebtes Ziel war hierbei die kroatische Adriaküste. Vertraglich vereinbarte Zahlungen wurden aber fortgesetzt und ein Generalkonsulat im Lande belassen.
Auch im zweiten Jugoslawien fühlten sich wieder viele Kroaten gegenüber den Serben benachteiligt. So kam es nach dem Tod Titos und mit den weltpolitischen Umwälzungen im Zuge von Michail Gorbatschows Perestrojka zu immer größeren Spannungen zwischen den Ethnien in dem südslawischen Staat.

### Jugoslawienkriege

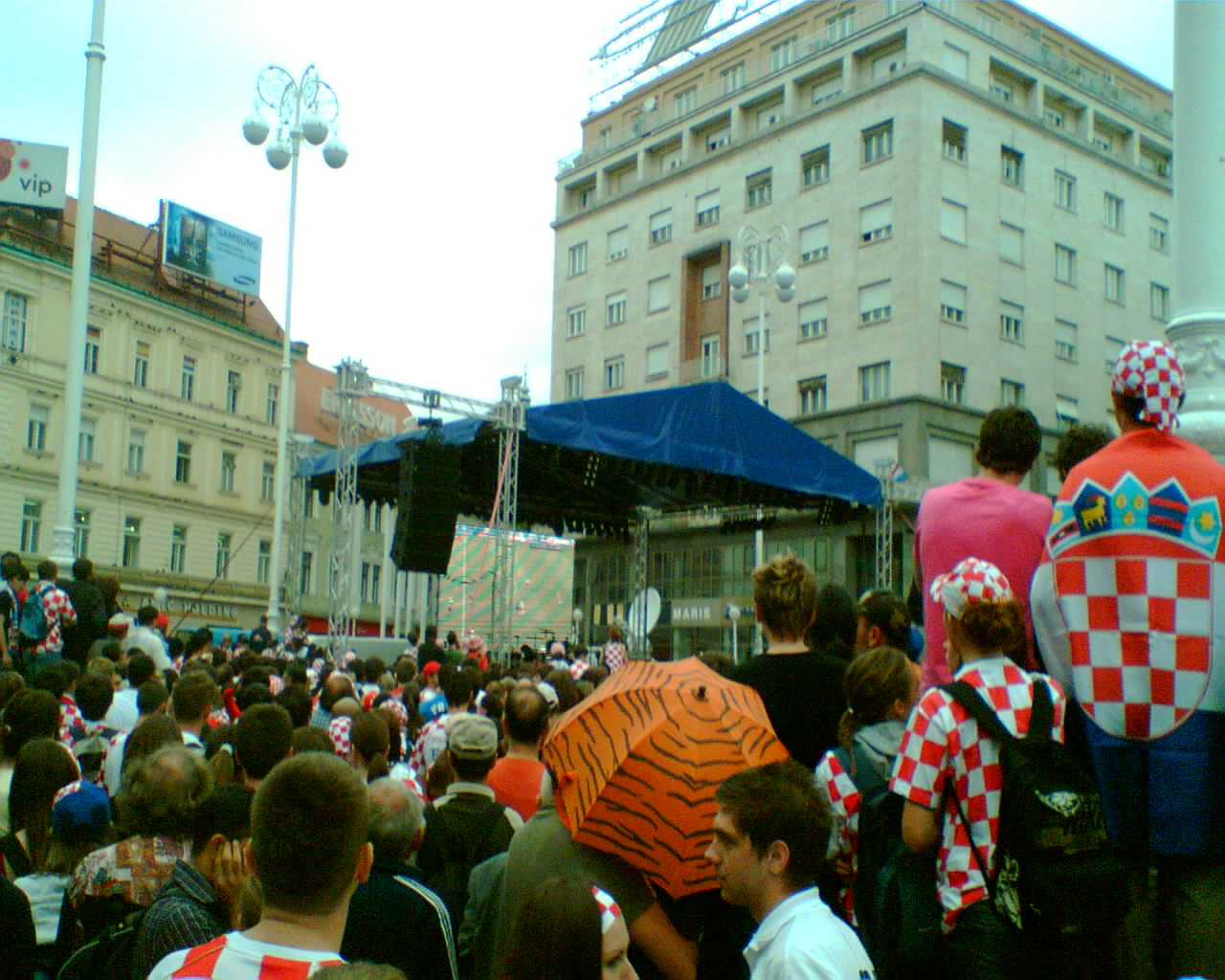
Kroatische Fans in Zagreb verfolgen das Spiel Kroatien-Deutschland während Fußball-Europameisterschaft 2008

1991 spielte die gerade wiedervereinigte Bundesrepublik Deutschland eine aktive Rolle bei der europäischen Anerkennung der zuvor von diesem verkündeten staatlichen Unabhängigkeit Kroatiens. Kritisiert wurde teilweise, die (zu) schnelle Anerkennung habe eine Lösung des Gesamtkonfliktes erschwert und Deutschland habe zu wenig Wert auf die Abstimmung mit befreundeten Staaten gelegt. Neben anderen vertritt der damalige deutsche Außenminister Hans-Dietrich Genscher eine Gegenmeinung: nur der Beschluss der Anerkennung sei in Deutschland besonders früh gefasst worden. Außerdem habe sich Deutschland eng mit den EU-Partnern abgestimmt. Der Jugoslawienkrieg und damit auch der Kroatienkrieg konnte jedenfalls auch von der deutschen Diplomatie nicht mehr verhindert werden. Während der Feindseligkeiten kam es zu einem großen humanitären Engagement von Deutschen für kroatische Kriegsopfer. In dieser Zeit kamen viele Kroaten als Flüchtlinge nach Deutschland. Zusammen mit den bereits erwähnten Gastarbeitern bilden sie heute einen bedeutenden Anteil an der Kroatischen Gemeinde in Deutschland. Die Bemühungen der internationalen Gemeinschaft um einen Frieden in Kroatien wurden 1995 mit dem Abkommen von Erdut von Erfolg gekrönt.

### 21. Jahrhundert
Nach den Jugoslawienkriegen bemühte sich Deutschland um die Einbindung Kroatiens in europäische Strukturen. Seit 2009 ist der Staat NATO-Mitglied, am 1. Juli 2013 trat er der Europäischen Union bei. Heute sind die Beziehungen eng und freundschaftlich.